# Уринбоев, Мухаммадали
Мухаммадали Бахтиёрович Уринбоев (узб. Муҳаммадали Бахтиёр ўғли Ўринбоев; род. 24 апреля 2005, Ташкент) — узбекский футболист, вингер клуба «Антверпен».

## Карьера

### «Пахтакор»

#### Начало карьеры
Воспитанник футбольной академии ташкентского клуба «Пахтакор». В октябре 2021 года футболист стал подтягиваться к играм с основной командой узбекского клуба. Дебютировал за клуб 24 октября 2021 года в матче против клуба «Согдиана», выйдя на замену на 87 минуте. Футболист стал самым молодым дебютантом узбекской Суперлиги в возрасте 16 лет и 183 дней. По итогу дебютного сезона футболист вместе с клубом стал победителем чемпионата. В июле 2022 года футболист был переведён в основную команду ташкентского клуба. Дебютный гол за клуб футболист забил 23 августа 2022 года в матче Кубка Узбекистана против клуба «Шуртан». В сентябре 2023 года футболист вместе с клубом отправился на матчи Лиги чемпионов АФК. Первый матч на турнире футболист сыграл 24 октября 2023 года против туркменского «Ахала». По итогу группового этапа футболист вместе с клубом заняли итоговое третье место и завершили участие на турнире. По итогу сезона футболист также стал трёхкратным чемпионом узбекской Суперлиги.

#### Сезон 2024
В январе 2024 года футболист на правах арендного соглашения присоединился к молодёжной команде английского клуба «Брентфорд» до конца сезона с опцией возможного выкупа. Также этот трансфер стал первым в истории узбекской Суперлиги, когда футболист напрямую стал игроком английского клуба. Официально 1 февраля 2024 года футболист был представлен в английском клубе. В июне 2024 года футболист покинул английский клуб по окончании срока арендного соглашения. В конце июля 2024 года сообщалось, что футболист может перейти в московский «Спартак». Первый матч за узбекский «Пахтакор» футболист сыграл 22 августа 2024 года против «Сурхана», выйдя на замену на 75 минуте. Первым в сезоне забитым голом за клуб футболист отличился 31 октября 2024 года в матче против «Андижана». В ноябре 2024 года футболист вместе с клубом принимал участие в основном этапе Лиге чемпионов АФК. По итогу сезона футболист вместе с клубом завершил чемпионат на итоговом шестом месте. На протяжении второй половины сезона футболист выступал за клуб преимущественно выходя на замену, отличившись своим единственным забитым голом. 

#### Сезон 2025
В начале 2025 года футболист начинал подготовку к новому сезону с основной командой клуба. Первый матч в новом сезоне футболист сыграл 16 марта 2025 года против клуба АГМК, выйдя на замену в начале второго тайма. Первым результативным действием за клуб футболист отличился 13 апреля 2025 года в матче против «Андижана», отдав голевую передачу. Первыми забитыми голами за клуб футболист отличился 23 апреля 2025 года в матче Кубка Узбекистана против клуба «Навои ФА», оформив дубль, также отдав 2 голевые передачи. Своими первыми забитыми голами за клуб в чемпионате футболист отличился 10 мая 2025 года в матче против «Бухары», оформив дубль. На протяжении первой половины сезона футболист выступал за клуб в роли одного из ключевых игроков, отличившись 5 забитыми голами и и голевыми передачами во всех турнирах.

### «Антверпен»
В июле 2025 года футболист перешёл в бельгийский клуб «Антверпен», подписав четырёхлетний контракт. Дебютировал за клуб 10 августа 2025 года в матче против клуба «Ауд-Хеверле Лёвен», выйдя на замену на 86 минуте.

## Международная карьера
В ноябре 2022 года футболист получил вызов в юношескую сборную Узбекистана до 18 лет. Дебютировал за сборную футболист 26 ноября 2022 года в товарищеском матче против сборной Турции, выйдя на поле с капитанской повязкой. В мае 2023 года футболист получил вызов в молодёжную сборную Узбекистана до 20 лет. Дебютировал за сборную футболист 21 мая 2023 года в товарищеском матче против сборной Ирана. В сентябре 2024 года футболист принимал участие в товарищеских матчах молодёжной сборной Узбекистана до 21 года. Затем в сентябре 2024 года в составе молодёжной сборной Узбекистана до 20 лет отправился на квалификационные матчи Кубка Азии. Дебютным забитым голом за сборную футболист отличился 23 сентября 2024 года в матче против сборной Камбоджи, также отличившись 2 результативными передачами. 
В феврале 2025 года футболист в составе молодёжной сборной Узбекистана до 20 лет отправился выступать на основной этап молодёжного Кубка Азии. Первый матч на турнире футболист сыграл 13 февраля 2025 года против сборной Йемена, выйдя на поле в стартовом составе, также отличившись забитым голом. На групповом этапе турнира футболист вместе со сборной занял первое место, выйдя в стадию плей-офф, а сам футболист отличился забитым голом в каждом матче. В четвертьфинальном матче 23 февраля 2025 года против сборной Южной Кореи футболист вновь отличился забитым голом, однако в серии пенальти южнокорейская сборная оказалась сильнее и вышла в следующий раунд. Сам же футболист за весь этап турнира отличился в 4 сыгранных матчах 4 забитыми голами и результативной передачей.
В мае 2025 года футболист получил вызов в молодёжную сборную Узбекистана до 23 лет. Дебютировал футболист за сборную 4 июня 2025 года в товарищеском матче против сборной Франции, выйдя на поле в стартовом составе. 

## Семья
- Брат Забихилло Уринбаев (род. 1995) — футболист, выступал в национальной сборной Узбекистана[16].

## Достижения
«Пахтакор»
- Чемпион Узбекистана (3): 2021, 2022, 2023
- Обладатель Суперкубка Узбекистана : 2022